# Owen Teague
Owen William Teague, född 8 december 1998 i Tampa, är en amerikansk skådespelare.
Teague började sin karriär med teater som 4-åring. Han är känd för sin roll som Nolan Rayburn i Netflix serien Bloodline och som Patrick Hockstetter i filmen Det från 2017 baserad på Stephen Kings bok med samma namn.